# Piergiorgio Morosini
Piergiorgio Morosini (Cattolica, 26 marzo 1964) è un avvocato e magistrato italiano.

## Biografia

### La carriera accademica
Laureato con lode in giurisprudenza presso l'Università di Urbino, collabora con la cattedra di diritto romano come assistente. Successivamente consegue un dottorato di ricerca in diritto civile presso l'Università di Pisa.

### La carriera in magistratura
Romagnolo di origine, è magistrato dal 1993 presso il Tribunale di Palermo. Nei primi due anni è stato giudice civile, successivamente incaricato presso il tribunale del riesame, quindi al dibattimento penale, collegiale e monocratico, infine giudice per le indagini preliminari.
Nel corso degli anni è stato titolare di numerosi processi a Cosa Nostra ed estensore di sentenze nei processi ai capi storici della mafia (tra i quali Riina, Provenzano, Brusca e Bagarella). Si è occupato di infiltrazioni mafiose nella sanità, negli appalti per le opere pubbliche, nella politica e nella giustizia.
Nel triennio 2002-2005 si è occupato anche di formazione professionale presso il comitato scientifico del Consiglio Superiore della Magistratura, è stato membro del Comitato Scientifico di "Legalità e Giustizia". Ha fatto parte della Commissione ministeriale per la riforma del codice penale dal 2006 al 2008 ed è stato segretario nazionale di Magistratura democratica.
Nel 2012 è stato designato giudice dell'udienza preliminare al cosiddetto processo sulla trattativa Stato-mafia.
Nel luglio 2014 viene eletto giudice del CSM in quota alla componente "Area". In seno a tale organo è membro della Commissione per le incompatibilità.
Attualmente è Presidente del Tribunale di Palermo.

## Critiche e controversie
Nel maggio 2016 una sua presunta intervista al quotidiano Il foglio, smentita dall'interessato, nella quale si esprimevano dubbi e critiche alla riforma costituzionale promossa dal Governo Renzi, ha suscitato diverse polemiche politiche e critiche da parte della maggioranza di governo e del Ministro della Giustizia Andrea Orlando.